# Kinect
Kinect（キネクト）はマイクロソフトから発売された身体の動きであるジェスチャー・音声認識によってゲーム機、コンピューターの操作ができるデバイス。

## 概要
動力学を意味する "Kinetics" と、繋がりを表す "Connection" を組み合わせた造語である。キャッチコピーは「カラダまるごとコントローラー」、開発コード名は「Project Natal」、「NUI」（ナチュラルユーザーインターフェイス）の一つである。
元々は2010年にXbox 360用の周辺機器として登場したが、PC用ドライバ開発が非公式に行われたことが切っ掛けとなり、2012年2月にWindows PCに接続して使える一般用も発売された。従来、本格的に行うには大掛かりで数千万円ほどする機器が必要だったモーションキャプチャや人物認識などを、卓上サイズかつ1台数万円のKinectで行えるようになったことから、ゲームだけでなく医療診断や機械制御の研究用にも活用されている。
Xbox 360用として2010年に発売された第1世代、Xbox One用として2013年に発売された第2世代、Microsoft HoloLens開発版に搭載されて2016年に登場した第3世代、2018年に発表され2019年に発売された第4世代の「Project Kinect for Azure（Azure Kinect）」がある。

## Kinect for Xbox 360
物理的なコントローラを用いずに操作ができる体感型のゲームシステムで、ジェスチャーや音声認識によって直観的で自然なプレイが可能となる。日本では2010年11月20日に発売された。同日にXbox 360 4GBとの同梱パックと、初回生産限定でXbox 360 250GBとの同梱パック、2011年6月2日から250GB+Kinectパックも発売された。全てのパックに『Kinect アドベンチャー!』のソフトが同梱された。カロリー数を記録できる『Kinect PlayFit』も無料配信された。ただし、Kinect PlayFitは2023年現在サービスを終了している。モーターやジャイロセンサーも埋め込まれているため、カメラの角度の自動調整機能も存在し、kinectを極端に傾けた置き方で遊ぶこともできない。
- Xbox 360 Kinect センサー
- Xbox 360 4GB + Kinect
- Xbox 360 250GB + Kinect

過去に発売された「全てのXbox 360の本体に対応」しており、旧型の本体には、Xbox 360 Kinect センサーに同梱されているケーブルを接続することでプレイが可能となる。4GB、250GBの本体同梱パックにはケーブルは付属されていない。2人以上のプレイに対応しているので、Xbox 360本体とKinectを1セット用意すれば、プレイ環境に合わせて機器を追加購入せずに済むのも特徴である。Kinectを初回接続すると必要な初期設定が表示された後、Xbox ダッシュボードの操作までKinect上でできるようになる。Kinectで手と顔を認識させたい場合は、カメラの角度を調整し、顔が映るようにしてからカメラに向かって思いっきり両手を何度も振る必要がある。認識後にカメラを見ることで顔の情報も取得される。また、コントローラーでいうオプションボタンのプッシュやポーズメニューに入る場合は、立ちながら左手を下から45°上げる必要がある。

### 仕様
RGBカメラ、深度センサー、マルチアレイマイクロフォン、および専用ソフトウェアを動作させるプロセッサを内蔵したセンサーがあり、プレイヤーの位置、動き、声、顔を認識することができる。これにより、プレイヤーは自分自身の体を使って、直観的にビデオゲームをプレイすることができる。
常にプレイヤーの位置、身長を測定し、最適なプレイができるよう上下の角度の自動調整が行われる。Video Kinect（Kinectを使用したビデオチャット）にも対応した映像センサーも装備している。
キネクトは、主にプレイヤーの動きを読み取って合成するモーションキャプチャという技術を使用しているが、一般的なモーションキャプチャとは異なり、通常のモーションキャプチャ時に着用する特殊なマーカー付きスーツと、マーカー検出時に使用するトラッカーは必要としない。カメラに被写体を映す事でプレイヤーからキネクトまでの距離を計測し、プレイヤーの骨格のさまざまな動きを検出して、ゲーム内のキャラクターの動きにリアルタイムに反映させることが可能となる。多人数による同時マルチプレイにも対応しており、プレイ人数はソフトによって異なる。Kinect センサーを使用する際にはデータ保存機器の空き容量が約256MB必要となる。
当初Kinectの仕様は内部に認識した情報を処理するプロセッサを内蔵しないものであった。これは、Kinectが単なるセンサーに近いものであったことを意味する。しかし、2009年夏頃にソフトウェアデベロッパに渡された初期開発キットで、Xbox 360側でのKinect負担が非常に大きいものだと判明する。具体的にはメインCPU3コアのうち1コアをほとんど占有してしまうほどであり、その後の改良で占有率は下がったもののまだXbox 360側の負担は大きく、結果としてKinect側にプロセッサを搭載する運びとなった。このプロセッサは認識に必要なすべての処理をするのではないが、そのほとんどを行うものである。その結果Xbox 360側の負担は大きく下がったもののKinect自体のコストが上がり、コンシューマゲーム機の付加物の限界相場といわれる100ドル/1万円以内というこれまでのセオリーに外れることとなる。だが、しかしマイクロソフトは「かつてのセガのメガドライブ用の周辺機器としての失敗作『スーパー32X』のようにはならない」と証言している。

## Kinect for Windows
Kinect for Xbox 360は発売当初からユーザーにより解析が進められ、パソコンで動作させるためオープンソースのドライバが開発され、さまざまな応用が行われている。そうした動きに対し、マイクロソフト側は当初否定的立場と見られていたが、2010年11月19日にラジオ番組中で、KinectのUSB接続はあえて暗号化されていないのだとし、独自のプログラムについても容認する姿勢を明らかにした。ただし、「Xbox 360内部のアルゴリズムにアクセスして使用すること」「チート行為のためにKinectとXbox 360の間にデバイスを設置すること」などはハッキングとして扱うとした。
2011年4月には、マイクロソフトから公式にWindows向けのソフトウェア開発キット (SDK) を公開することを発表し、同年6月16日に「Kinect for Windows SDK」のベータ版が公開された。2012年2月1日、「Kinect for Windows SDK」正式版の公開と「Kinect for Windows」を発売した。
Kinectはゲーム・エンターテイメントを目的として作られたが、それ以外の分野にも活用されており、この広がりは「The Kinect Effect」と呼ばれる。このKinectを利用し医療・障害者の支援や人流計測などに活用された。

## 沿革
- 2009年6月1日 - ロサンゼルスで開催されたE3 2009のカンファレンスで「Project Natal」の名で発表された[12][13]。
- 2010年1月6日 - 2010 International CESの基調講演にて、Project Natalの登場時期が2010年であることを明らかした。
- 2010年6月13日 - ロサンゼルスで開催された「The World Premiere Kinect for Xbox 360 Experience」にて正式名称が「Kinect」であることが発表された[3]。
- 2010年9月8日 - 「Xbox 360 Media Briefing 2010」にて、日本国内での発売日が2010年11月20日となることが発表され、同時に、2011年初頭までには10本のKinect専用タイトルが登場することが明らかにされた[14]。
- 2010年9月16日-19日 - 東京ゲームショウ2010に出展。国内で初めて一般向けに試遊台が公開された。
- 2010年11月4日 - 北米にて発売。大規模なローンチイベントが開催された。マイクロソフトのドン・マトリックは、受注が好調なためKinectの年内の販売予測を300万台から500万台に引き上げたと発表した[15]。
- 2010年11月19日 - 開発担当者がナショナル・パブリック・ラジオの番組内で第三者による応用ソフトを容認する姿勢を表明した[6]。
- 2010年11月20日 - 日本にて発売。東京・秋葉原のヨドバシカメラマルチメディアAkibaにて「Xbox 360 Kinect 発売記念イベント」が行われた。
- 2010年12月1日 - マイクロソフトは11月4日の北米での発売から25日間で、全世界におけるKinect センサーの販売台数が250万台を超えたことを発表した[16]。
- 2011年1月6日 - CES2011のマイクロソフト講演にて、全世界での販売台数が800万台を超えたと発表した[17]。
- 2011年3月9日 - 米マイクロソフトは、Kinect センサーの販売台数が1000万台を突破したと発表した。これにより、ギネス・ワールド・レコーズはKinectを「家庭用電化製品端末」で世界最速の売上だと認定した。これはAppleのiPhoneとiPadを超えるペースである[18]。
- 2011年6月16日 - マイクロソフトがWindowsパソコン向けのソフトウェア開発キット「Kinect for Windows SDK」のベータ版を公開した[8]。
- 2012年2月1日 - 「Kinect for Windows SDK」正式版の公開と「Kinect for Windows」を発売した[9]。
- 2012年5月21日 - 着席状態の骨格・日本語音声・表情認識などを追加した「Kinect for Windows SDK」v1.5を公開した。
- 2013年3月18日 - ハンドジェスチャー「Kinect Interactions」と3Dスキャナー「Kinect Fusion」を追加した「Kinect for Windows SDK 1.7」を公開した[19]。
- 2013年5月21日 - Xbox Oneと共に再設計された次世代「Kinect」を公開した[20][21]。
- 2013年11月24日 - マイクロソフトにKinectへの技術提供をしているPrimeSenseがAppleに買収される[22]。
- 2017年10月25日 - マイクロソフトがXbox用周辺機器としてのKinectの生産を終了したことを開発者らがインタビューにて公表[23]。累計販売台数は3500万台にのぼった[24]。
- 2019年6月27日 - 第4世代のkinectである「Azure Kinect Developer Kit」が海外発売開始[25]。
- 2020年3月27日 - 海外で既に発売されていた「Azure Kinect Developer Kit」が国内販売開始[26]。

## 専用及び対応ソフトウェア
以下は、国内発売が決定したKinect専用及び対応タイトルを列挙する。

### Xbox 360
| 発売日         | タイトル                                                       | 発売元                       | 備考                  |
| -------------- | -------------------------------------------------------------- | ---------------------------- | --------------------- |
| 2010年11月20日 | Kinect スポーツ                                                | マイクロソフト               |                       |
| 2010年11月20日 | Kinect アドベンチャー!                                         | マイクロソフト               |                       |
| 2010年11月20日 | Dance Evolution                                                | コナミ                       |                       |
| 2010年11月20日 | クロスボード7                                                  | コナミ                       |                       |
| 2010年11月20日 | 体で答える新しい脳トレ                                         | バンダイナムコゲームス       |                       |
| 2010年11月20日 | ソニック フリーライダーズ                                      | セガ                         |                       |
| 2010年12月09日 | Kinect アニマルズ                                              | マイクロソフト               |                       |
| 2010年12月09日 | ユアシェイプ フィットネス・エボルブ                            | ユービーアイソフト           |                       |
| 2010年12月16日 | DECA SPORTA FREEDOM                                            | ハドソン                     |                       |
| 2011年01月20日 | Kinect ジョイライド                                            | マイクロソフト               |                       |
| 2011年05月26日 | ファイターズアンケージ                                         | ユービーアイソフト           |                       |
| 2011年06月02日 | Dance Central                                                  | マイクロソフト               |                       |
| 2011年06月30日 | パワースマッシュ4                                              | セガ                         | 対応                  |
| 2011年09月08日 | Rise of Nightmares                                             | セガ                         |                       |
| 2011年09月22日 | チャンピオンジョッキー:ギャロップレーサー&ジーワンジョッキー   | コーエーテクモゲームス       | 対応                  |
| 2011年10月06日 | The Gunsringer                                                 | マイクロソフト               |                       |
| 2011年10月06日 | Child of Eden                                                  | ユービーアイソフト           |                       |
| 2011年10月13日 | Kinect アニマルズ - フシギな島のなかまたち -                   | マイクロソフト               |                       |
| 2011年10月13日 | Forza Motorsport 4                                             | マイクロソフト               | 対応                  |
| 2011年10月27日 | Dance Central 2                                                | マイクロソフト               |                       |
| 2011年10月27日 | Kinect スポーツ シーズン2                                      | マイクロソフト               |                       |
| 2011年11月10日 | インスタントブレイン                                           | ケイブ                       | 対応                  |
| 2011年11月17日 | ザ・シムズ3 ペット                                             | エレクトロニック・アーツ     | 対応                  |
| 2011年11月17日 | Halo：Combat Evolved Anniversary                               | マイクロソフト               | 対応                  |
| 2011年12月08日 | Kinect: ディズニーランド・アドベンチャーズ                     | マイクロソフト               |                       |
| 2011年12月08日 | The Elder Scrolls V: Skyrim                                    | ベセスダ・ソフトワークス     | 対応                  |
| 2011年12月08日 | マイケルジャクソン ザ・エクスペリエンス リミテッドエディション | ユービーアイソフト           |                       |
| 2011年12月15日 | ユアシェイプ フィットネス・エボルブ2012                        | ユービーアイソフト           |                       |
| 2012年01月19日 | パワーアップ ヒーローズ                                        | ユービーアイソフト           |                       |
| 2012年03月15日 | Mass Effect 3                                                  | エレクトロニック・アーツ     | 対応                  |
| 2012年03月22日 | Kinect ラッシュ: ディズニー／ピクサー アドベンチャー           | マイクロソフト               |                       |
| 2012年04月05日 | Kinect スター・ウォーズ                                        | マイクロソフト               |                       |
| 2012年04月19日 | セサミストリート：ワンス・アポン・ア・モンスター               | ワーナー・ホーム・ビデオ     |                       |
| 2012年06月21日 | 重鉄騎                                                         | カプコン                     |                       |
| 2012年07月05日 | ゴーストリコン フューチャーソルジャー                          | ユービーアイソフト           | 対応                  |
| 2012年09月27日 | ラブ☆トレ 〜Sweet〜                                            | BOOST ON                     |                       |
| 2012年10月11日 | フェイブル: ザ・ジャーニー                                     | マイクロソフト               |                       |
| 2012年10月18日 | Dance Central 3                                                | マイクロソフト               |                       |
| 2012年10月18日 | FIFA 13 ワールドクラスサッカー                                 | エレクトロニック・アーツ     | 対応                  |
| 2012年10月25日 | Forza Horizon                                                  | マイクロソフト               | 対応                  |
| 2012年11月01日 | NBA 2K 13                                                      | テイクツー・インタラクティブ | 対応                  |
| 2012年11月15日 | Kinect スポーツ：アルティメット コレクション                   | マイクロソフト               |                       |
| 2012年11月15日 | Nike＋ Kinect Training                                         | マイクロソフト               |                       |
| 2012年11月15日 | Need for Speed: Most Wanted                                    | エレクトロニック・アーツ     | 国内版には 対応表記無 |
| 2012年11月29日 | ラブ☆トレ 〜Mint〜                                             | BOOST ON                     |                       |
| 2013年01月31日 | ラブ☆トレ 〜Bitter〜                                           | BOOST ON                     |                       |
| 2013年03月21日 | ラブ☆トレ 〜Chocolate〜                                        | BOOST ON                     |                       |
| 2014年03月20日 | Zoo Tycoon                                                     | マイクロソフト               | 対応                  |
| 2015年04月23日 | ディズニー ファンタジア：音楽の魔法                            | マイクロソフト               |                       |